# Xã Kalkaska, Michigan
Xã Kalkaska (tiếng Anh: Kalkaska Township) là một xã thuộc quận Kalkaska, tiểu bang Michigan, Hoa Kỳ. Năm 2010, dân số của xã này là 4.722 người.